# Ioannis Sarmas
Ioannis Sarmas (griechisch Ιωάννης Σαρμάς, * 21. März 1957 auf Kos) ist ein griechischer Jurist, der vom 25. Mai bis zum 26. Juni 2023 als griechischer Ministerpräsident eine Übergangsregierung anführte.

## Werdegang
Sarmas studierte an der Universität Athen und der Universität Paris II ab 1975 Rechtswissenschaften und schloss das Studium mit der Promotion zum Dr. jur. 1985 ab. Nach Abschluss des Militärdienstes arbeitete er ab 1987 beim griechischen Staatsrat und seit 1993 beim griechischen Rechnungshof und obersten Finanzgericht Synedrio, dessen Präsident er seit 2019 ist. Von 2002 bis 2013 war Sarmas griechisches Mitglied des europäischen Rechnungshofs. Am 25. Mai 2023 wurde er übergangsweise zum griechischen Ministerpräsidenten ernannt und stand dem Kabinett Ioannis Sarmas vor. Am 26. Juni 2023 wurde er wieder von seinem Vorgänger Kyriakos Mitsotakis abgelöst.